# Marikia descarpentriesi
Marikia descarpentriesi  (лат.) — вид жесткокрылых из семейства златок (Buprestidae). Южная Америка: Эквадор. Мелкие черновато-бронзовые жуки. Длина 4,0—5,5 мм, ширина 1,7—2,0 мм. Вид был впервые описан в 1956 году в составе рода Anthaxia, а в 2013 году выделен в отдельный род Marikia Bílý, 2013. Название рода дано в честь крупного специалиста по жукам-златкам — российского колеоптеролога Марка Волковича (ЗИН РАН, Санкт-Петербург)
.